# Louis-Eugène Garraud
Pour les articles homonymes, voir Garraud.
Louis-Eugène Garraud est un acteur français né le 6 janvier 1829 à Besançon et mort à Neuilly-sur-Seine le 5 août 1893,.

## Biographie
Louis-Eugène Garraud est le fils de Pierre Garraud, alors cuirassier à Besançon et de Louise Pasquet, tous deux natifs de Périgueux. Le 20 septembre 1865, il épouse dans le 17e arrondissement de Paris, Anne Henriette Lécluse, artiste-peintre née en 1823 à Clichy-la-Garenne. Il décède à Neuilly-sur-Seine à la survivance de son épouse.
De leur union est né Jean Eugène Bernard Garraud (1859-1909), également artiste dramatique, époux d'artiste lyrique.

## Carrière
Engagé très tôt dans le théâtre, Louis-Eugène Garraud débute dans des rôles de jeunes premiers au Mans en 1849. Il fait ensuite partie des troupes de Reims, du Havre, de Versailles et obtient, en 1854, un engagement au Gymnase. En 1857, il est nommé secrétaire du comité de l'Association des artistes dramatiques. En 1858, il entre au Théâtre-Français comme pensionnaire. Il y remplit de même fréquemment des rôles de jeune premier.

## Théâtre

### Hors Comédie-Française
- 1854 : Flaminio de George Sand, théâtre du Gymnase

### Carrière à la Comédie-Française
- Entré en 1858
- Nommé 321e sociétaire en 1889
- Retraite en 1893
- 1859 : Le Misanthrope de Molière : Clitandre
- 1859 : Tartuffe de Molière : Damis
- 1859 : George Dandin de Molière : Clitandre
- 1860 : Dom Juan ou le Festin de pierre de Molière : Don Alonse
- 1860 : Tartuffe de Molière : Valère
- 1861 : Dom Juan ou le Festin de pierre de Molière : Don Carlos
- 1861 : Le Misanthrope de Molière : Acaste
- 1863 : Les Plaideurs de Jean Racine : Léandre
- 1864 : Moi d'Eugène Labiche et Édouard Martin : Armand Bernier
- 1867 : Hernani de Victor Hugo : Don Mathias
- 1869 : Le Misanthrope de Molière : Oronte
- 1873 : Marion de Lorme de Victor Hugo : Montpesat
- 1876 : L'Étrangère d'Alexandre Dumas fils : Calmeron
- 1880 : Le Mariage de Figaro de Beaumarchais : Bartholo
- 1882 : Le roi s'amuse de Victor Hugo : M. de Cossé
- 1884 : Les Pattes de mouche de Victorien Sardou : Busonnier
- 1888 : Le Mercure galant d'Edme Boursault : Boisluisant
- 1891 : Thermidor de Victorien Sardou : Bérillon